# Domingos Castro
Domingos Silva Castro (Fermentões - Guimaraes, 22 november 1963) is een voormalige Portugese langeafstandsloper, die viermaal heeft deelgenomen aan de Olympische Spelen. Zijn beste resultaat bij die gelegenheden was een vierde plaats op de 5000 m.

## Loopbaan
In 1987 won Castro een zilveren medaille op de wereldkampioenschappen in Rome. Op de Olympische Spelen van Seoel behaalde hij een vierde plaats op de 5000 m in een tijd van 13.16,09, waarbij hij 0,36 seconden tekortkwam voor de bronzen medaille.
In 1995 won hij de marathon van Parijs in 2:10.06 en in 1997 de marathon van Rotterdam met een tijd van 2:07.51, een persoonlijk record. Op 17 oktober 1999 won hij de 20 km van Parijs in 57.54. Deze tijd geldt tevens als veteranenrecord (mannen ouder dan 35 jaar).
Zijn tweelingbroer Dionísio Castro was ook een wereldklasse duursporter. Beiden vertegenwoordigden hun land op de Olympische Spelen van 1988 (Seoel) en 1992 (Barcelona). Domingos deed ook nog mee aan de Spelen van 1996 (Atlanta) en 2000 (Sydney).

## Titels
- Iberisch kampioen 10.000 m - 1992
- Portugees kampioen 5000 m - 1986, 1987, 1989, 2000
- Portugees kampioen 10.000 m - 1986, 1987, 1992, 1993
- Portugees kampioen veldlopen - 1990, 1993, 1994, 1998, 2003

## Persoonlijke records
Baan
| Onderdeel | Prestatie | Datum            | Plaats    |
| --------- | --------- | ---------------- | --------- |
| 1500 m    | 3.38,1    | 19 juli 1997     | Coimbra   |
| 3000 m    | 7.41,02   | 25 juli 1997     | Lissabon  |
| 5000 m    | 13.14,41  | 25 augustus 1989 | Brussel   |
| 10.000 m  | 27.34,53  | 5 juli 1993      | Stockholm |

Weg
| Onderdeel      | Prestatie         | Datum            | Plaats    |
| -------------- | ----------------- | ---------------- | --------- |
| 20 km          | 57.54 (nat. rec.) | 17 oktober 1999  | Parijs    |
| halve marathon | 1:01.43           | 2 september 2000 | Rijsel    |
| marathon       | 2:07.51           | 20 april 1997    | Rotterdam |

## Palmares

### 5000 m
- 1986:  Europacup C - 14.17,96
- 1987:  WK - 13.27,59
- 1988:  IAAF Grand Prix - 13.24,03
- 1988: 4e OS - 13.16,09
- 1991: 5e WK - 13.28,88
- 1992: 11e OS - 13.38,08
- 1993:  Europacup C - 13.36,36

### 10.000 m
- 1986:  Goodwill Games - 28.11,21
- 1995: 11e WK - 27.53,42
- 1997:  Europacup - 27.34,77
- 1997: 6e WK - 27.36,52
- 1998:  Europacup C - 28.27,26

### 4 Eng. mijl
- 1988:  4 Mijl van Groningen - 18.19

### 10 Eng. mijl
- 1988:  Dam tot Damloop - 46.55

### halve marathon
- 2000: 4e halve marathon van Lille - 1:01.43
- 2001: 56e WK in Bristol - 1:04.22

### marathon
- 1994: 5e New York City Marathon - 2:12.49
- 1995:  marathon van Parijs - 2:10.06
- 1996: 6e Londen Marathon - 2:11.12
- 1996: 5e marathon van Fukuoka - 2:11.57
- 1996: 25e OS - 2:18.03
- 1997:  marathon van Rotterdam - 2:07.51
- 1997: 6e New York City Marathon - 2:10.23
- 1999:  New York City Marathon - 2:09.20
- 1999: 8e Londen Marathon - 2:10.24
- 2000: 18e OS - 2:16.52
- 2002: 18e marathon van Berlijn - 2:13.23

### veldlopen
- 1994:  EK - 27.59
- 1997: 8e EK - 27.37
- 1999: 5e EK - 33.44 ( in het landenklassement)